# Kristina Bröring-Sprehe
Kristina Bröring-Sprehe, född den 28 oktober 1986 i Niedersachsen, är en tysk ryttare.
Hon tog OS-guld i lagtävlingen i dressyr i samband med de olympiska tävlingarna i ridsport 2016 i Rio de Janeiro.